# Moio della Civitella
Moio della Civitella é uma comuna italiana da região da Campania, província de Salerno, com cerca de 1.823 habitantes. Estende-se por uma área de 16 km², tendo uma densidade populacional de 114 hab/km². Faz fronteira com Campora, Cannalonga, Gioi, Vallo della Lucania.

## Demografia
| Variação demográfica do município entre 1861 e 2011                               |
|                                                                                   |
| Fonte: Istituto Nazionale di Statistica (ISTAT) - Elaboração gráfica da Wikipedia |